# Morfologija (biologija)
Morfologija je panoga biologije, ki proučuje obliko in zgradbo organizmov. Pri uvrščanju organizmov v sisteme si biologi pomagajo s primerjalo morfologijo z ugotavljanjem podobnosti in razlik v zgradbi organizmov ter s sklepanjem o njihovih sorodstvenih odnosih.
Delimo jo na:
- anatomijo (proučuje organizme)
- histologijo (proučuje tkiva)
- citologijo (proučuje celice)